# Augochloropsis paphia
Augochloropsis paphia är en biart som först beskrevs av Smith 1853.  Augochloropsis paphia ingår i släktet Augochloropsis och familjen vägbin. Inga underarter finns listade.